# Lice
Lice (AFI ˈlidʒe, en kurd Licê) és un poble i districte de la província de Diyarbakır a Turquia. La població total del districte era de 29.098 persones el 2011. Es troba a 90 km de la capital de la província, Diyarbakır. El Partit dels Treballadors del Kurdistan o PKK, fou fundat al poble de Ziyaret, en el districte de Lice, el 27 de novembre de 1978.

## Personalitats conegudes
- Tarık Ziya Ekinci (* 1925), metge, polític i escriptor
- Mehmed Emîn Bozarslan (* 1934), escriptor turc d'origen kurd
- Burhan Eşer (* 1985), futbolista turc
- Vedat Budak (* 1991), futbolista turc